# Trenodia per le vittime di Hiroshima
Trenodia per le vittime di Hiroshima (in polacco Tren ofiarom Hiroszimy) è una composizione musicale per 52 strumenti ad arco (24 violini, 10 viole, 10 violoncelli e 8 contrabbassi) scritta dal compositore polacco Krzysztof Penderecki nel 1961, con la quale vinse il terzo posto nel concorso di composizione « Grzegorz Fitelberg » a Katowice. Questo lavoro, il cui nome riprende i thrênoi, canti funebri dell'Antica Grecia, è un omaggio alle vittime della bomba atomica sganciata dagli americani nella città di Hiroshima il 6 agosto 1945.

## Descrizione
Il brano è interessante per alcuni motivi:
- il tempo non è misurato in battute ma in secondi[1]
- abbiamo la presenza di cluster e glissando[1]
- gli archi si avvalgono delle tecniche estese (archi suonati oltre il ponticello, l’archetto battuto sulle corde o sullo strumento e simili)[2]

## Utilizzi
Entra a far parte della colonna sonora de L'Esorcista nel 1973, nel 1980, Stanley Kubrick utilizza una parte del brano per la colonna sonora del suo film Shining, mentre nel 2017 David Lynch lo inserisce nella sequenza del Trinity Test dell'ottavo episodio di Twin Peaks - Il ritorno, il sequel della serie televisiva I segreti di Twin Peaks.